# Karin Prinsloo (karaté)
Pour les articles homonymes, voir Karin Prinsloo.
Karin Prinsloo, née en 1972 à Klerksdorp, est une karatéka sud-africaine surtout connue pour avoir remporté la médaille d'or en kumite individuel féminin moins de 60 kilos aux jeux mondiaux 2001 à Akita, au Japon.

## Résultats
| Résultat           | Date           | Épreuve                   | Catégorie | Compétition         | Ville hôte                       |
| ------------------ | -------------- | ------------------------- | --------- | ------------------- | -------------------------------- |
| Médaille d'argent  | Septembre 1995 | Kata individuel           | Seniors   | Jeux africains 1995 | Harare, au Zimbabwe              |
| Médaille d'or      | Septembre 1999 | Kata par équipes          | Seniors   | Jeux africains 1999 | Johannesbourg, en Afrique du Sud |
| Médaille d'or      | Septembre 1999 | Kumite individuel - 60 kg | Seniors   | Jeux africains 1999 | Johannesbourg, en Afrique du Sud |
| Médaille de bronze | Septembre 1999 | Kata individuel           | Seniors   | Jeux africains 1999 | Johannesbourg, en Afrique du Sud |
| Médaille d'or      | Août 2001      | Kumite individuel - 60 kg | Seniors   | Jeux mondiaux 2001  | Akita, au Japon                  |
| Médaille d'or      | Octobre 2003   | Kumite individuel open    | Seniors   | Jeux africains 2003 | Abuja, au Nigeria                |
| Médaille d'argent  | Octobre 2003   | Kata individuel           | Seniors   | Jeux africains 2003 | Abuja, au Nigeria                |
| Médaille d'argent  | Octobre 2003   | Kumite individuel - 60 kg | Seniors   | Jeux africains 2003 | Abuja, au Nigeria                |
| Médaille d'argent  | Octobre 2003   | Kumite par équipes        | Seniors   | Jeux africains 2003 | Abuja, au Nigeria                |